# اکوئیشن گروپ
اکوئیشن گروپ یک گروه جاسوسی بسیار پیشرفته مخفی‌است. این گروه توسط برخی عوامل امنیتی ناشناس وابسته به آژانس امنیت ملی ایالات متحده آمریکا دانسته شده‌است. این گروه از طریق برنامه‌های جاسوسی و بدافزار،سیستم‌های دولتی، اپراتورهای مخابراتی، مراکز نظامی، مراکز هسته ای، زیرساخت‌های انرژی و دیگر کمپانی‌ها را در بیش از ۳۰ کشور جهان جاسوسی می‌کند.
شروع دقیق فعالیت این گروه هنوز مشخص نیست اما در کنفرانسی که شرکت در ۱۶ فوریه در مکزیک برگزار شد، کسپرسکی لب اکتشاف این گروه را اعلام کرد. بر اساس اعلام آنها این گروه حداقل از سال ۲۰۰۱ شروع به فعالیت کرده‌است و و در این راستا ابزارهای جاسوسی خارق العاده ای را تولید کرده که کسپرسکی آن‌ها را با نام‌های Equationdrug، Doublefantasy، Triplefantasy، Grayfish، Fanny و Equationlaser معرفی می‌کند. مجموعه این ابزارها قادر بوده‌اند که کامپیوترهای مجهز به ویندوز، فلش مموری های یو اس بی و حتی فرم‌ویرها را آلوده کنند.